# Criterium Asów 1952
II Criterium Asów odbył się 5 października 1952. Zwyciężył Bolesław Bonin.

## Wyniki
- 5 października 1952 (niedziela), Stadion Polonii Bydgoszcz

| Msc. | Zawodnik             | Klub                  | Pkt  |               |  |
| ---- | -------------------- | --------------------- | ---- | ------------- |  |
| 1    | Bolesław Bonin       | Gwardia Bydgoszcz     | 11+3 | (3,2,3,3)     |  |
| 2    | Marian Kuśnierek     | Unia Leszno           | 11+2 | (3,3,2,3)     |  |
| 3    | Tadeusz Fijałkowski  | Budowlani Warszawa    | 10   | (2,2,3,3)     |  |
| 4    | Józef Olejniczak     | Unia Leszno           | 9    | (d,3,3,3)     |  |
| 5    | Zbigniew Raniszewski | Gwardia Bydgoszcz     | 7    | (brak danych) |  |
| 6    | Kazimierz Kurek      | Gwardia Bydgoszcz     | 6    | (brak danych) |  |
| 7    | Marian Kaznowski     | Włókniarz Częstochowa | 6    | (brak danych) |  |
| 8    | Andrzej Krzesiński   | Stal Ostrów Wlkp.     | 4    | (brak danych) |  |
| 9    | Władysław Kamrowski  | Budowlani Warszawa    | 3    | (brak danych) |  |
| 10   | Bolesław Puper       | Ogniwo Łódź           | 3    | (brak danych) |  |
| 11   | Roman Wielgosz       | Stal Ostrów Wlkp.     | 2    | (brak danych) |  |
| 12   | Feliks Błajda        | Gwardia Bydgoszcz     | 2    | (brak danych) |  |
| 13   | Mieczysław Salawa    | Ogniwo Łódź           | 2    | (brak danych) |  |